# Hôtel Cassin de la Loge
L'hôtel Cassin de la Loge est un hôtel particulier du XVIIe siècle situé 2 rue du Cornet, dans la ville d'Angers, en Maine-et-Loire.